# 17 Pegasi
17 Pegasi är en vit stjärna i huvudserien i stjärnbilden Pegasus.
17 Pegasi har visuell magnitud +5,53 och är synlig för blotta ögat vid god seeing. Den befinner sig på ett avstånd av ungefär 400 ljusår.